# Wanda Group
Wanda Group  (cinese semplificato: 万达集团; cinese tradizionale: 萬達集團; pinyin: Wàndá Jítuán) o Dalian Wanda (cinese: 大连万达) è un conglomerato cinese che opera nel settore alberghiero, della vendita al dettaglio, immobiliare, turistico e culturale. È stato fondato a Dalian, in provincia di Liaoning, nel 1988 da Wang Jianlin e ha sede a Pechino.

## Storia
L'azienda è stata fondata a Dalian, Liaoning, nel 1988 come società immobiliare residenziale dall'imprenditore Wang Jianlin, l'uomo più ricco della Cina. Costituita nel 1992, la società è stata "una delle prime società per azioni nella Repubblica popolare cinese" dopo la riforma economica. L'azienda ha iniziato a utilizzare il nome "Wanda" da allora. "Wàn" (cinese: 万) significa diecimila e "Dá" (cinese: 达) significa raggiungere. In combinazione, il nome dell'azienda è uno slogan che aspira a poter raggiungere tutto.

### Investimenti nello sport
Nel gennaio 2015 compra il 20% delle quote dell'Atlético Madrid per una cifra vicina ai 45 milioni di euro.
Nello stesso periodo acquisisce la maggioranza di Infront, società svizzera che gestisce contenuti sportivi e che ha interessi anche in Italia dove gestisce i diritti tv per la Lega Serie A nonché la gestione marketing e sponsoring di Milan, Lazio, Inter, gare di triathlon nel mondo nel circuito Ironman.

### Investimenti nei cinema
Nel luglio 2016 la multinazionale Amc Entertainment Holdings ha acquisito per 500 milioni di sterline (650 milioni di dollari Usa) la catena di sale cinematografiche europea Odeon & Uci Cinemas Group, con 472 schermi in Italia in 47 esercizi. L’accordo, siglato con la società di private-equity Terra Firma ha rappresentato un passo importante per l’azienda statunitense, dal 2012 assorbita dalla cinese Dalian Wanda Group con un esborso di 2,6 miliardi di dollari. Amc è diventata così il maggiore operatore globale del settore. Ai 385 cinema, con 5.380 sale, già posseduti dal gruppo americano negli Usa, si sono aggiunte dopo l’acquisizione le 2.236 sale in 242 esercizi di Odeon, presenti in sette Paesi, fra cui Spagna, Italia, Germania e Regno Unito.

### In crisi
Nel luglio 2017, in base alle regole per gli investimenti esteri decisi dal Governo cinese per ridurre l'alto indebitamento del sistema bancario, sono bloccati i prestiti a Wanda Group per violazione alle norme sulle restrizioni dei capitali all'estero. È l'inizio di una crisi di liquidità che emergerà nel 2018.